# Rosora
Rosora là một đô thị ở tỉnh Ancona trong vùng Marche, nằm cách 40 km về phía tây nam của Ancona. 

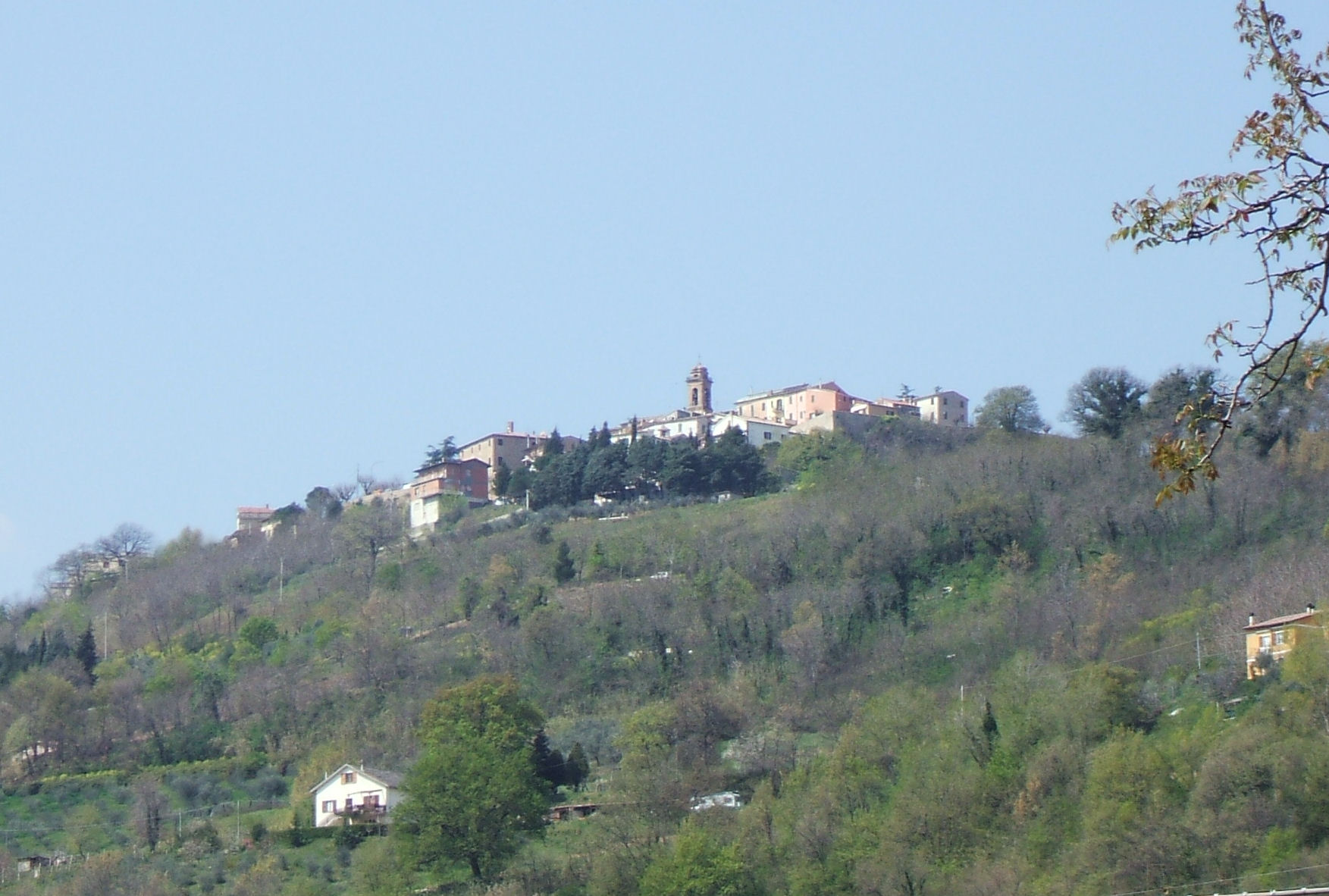
Toàn cảnh Rosora.

Rosora giáp các đô thị sau: Arcevia, Castelplanio, Cupramontana, Maiolati Spontini, Mergo, Montecarotto, Poggio San Marcello.